# Ligne de tramway 579/2
Pour les articles homonymes, voir Ligne 579.
Ne doit pas être confondu avec Ligne de tramway 579/1.
La ligne 579/2 est une ancienne ligne de tramway vicinal de la Société nationale des chemins de fer vicinaux (SNCV) qui reliait Comblain-la-Tour à Manhay.

## Histoire
23 mars 1948 : suppression.

## Infrastructure

### Dépôts et stations
Nom : (gare) : quand le dépôt ou la station est accolé ou proche d'une gare.
Type : D : dépôt , S : station , Sf : si la station sert de gare douanière à la frontière , Sp : si la station est établie dans un bâtiment privé le plus souvent un café ou plus rarement une habitation privée.
| Illustration | Nom    | Type | Commune | Localisation                | État            | Remarques |
| ------------ | ------ | ---- | ------- | --------------------------- | --------------- | --------- |
|              | Manhay | D    | Manhay  | 50° 17′ 37″ N, 5° 40′ 30″ E | En service TEC. |           |

## Exploitation

### Horaires
Tableaux : 579 (1931), numéro de tableau partagé entre les lignes 579/1 et 579/2.